# Katerine Duska
Katerine Duska (Montréal, 1989. november 6. –) görög-kanadai énekesnő. Kanadában született és nevelkedett, jelenleg Athénban él.

## Élete
Katerine fogja képviselni Görögországot a 2019-es Eurovíziós Dalfesztiválon, Tel-Avivban, Better Love című dalával. Debütáló albuma 2016-ban jelent meg Embodiment névvel. 2018-ban Fire Away című dala egy kanadai televíziós kampány hirdetésévé választották.

## Diszkográfia

### Stúdióalbumok
- Embodiment (2016)

### Dalok
- Tha Perasoun I Meres (2017, Stathis Drogosis)
- Limit to Your Love (2019, Billy Pod)
- Better Love (2019)